# 레바논
레바논 공화국(아랍어: الجمهورية اللبنانية 알줌후리야 알루브나니야[*], 프랑스어: République libanaise 헤퓨블리끄 리바네즈[*]), 약칭 레바논(아랍어: لبنان 루브난[*], 프랑스어: Liban 리방[*])은 서아시아의 지중해 연안에 있는 이슬람교 54%, 기독교 40.5%의 다종교 국가로, 시리아와 이스라엘과 국경을 접하고 있으며, 수도는 베이루트이다.

## 역사
좋은 항구를 가진 혜택으로 레바논은 옛날부터 교역의 중심지로 번영하여 왔다. 기원전 3000년경부터 페니키아인이 해안지대를 근거지로 하여 티루스(지금의 티레)·시돈 등의 도시국가를 건설했다. 그 뒤, 바빌로니아·페르시아 제국·로마 제국 등의 지배를 받았는데, 로마는 기원전 64년에 레바논을 점령했다. 로마 시대에는 티루스에 해군기지가 설치되었으며, 서기 300년대에 기독교가 널리 퍼졌다. 395년에 레바논은 동로마 제국의 일부분이 되었다.
600년대 초 이슬람교를 신봉하는 아랍인들에게 정복된 후부터 아랍화·이슬람화가 진행되었다. 이 시대에는 산악지대가 이슬람교의 분파인 시아파·드루즈파 등과 마론파 기독교인들의 피난처가 되었다. 11~12세기에는 셀주크 터키와 십자군의 쟁탈장이 되었으며, 1516년에 오스만 제국에게 정복되어 19세기까지 이 제국의 술탄 밑에서 반독립적인 여러 세력이 레바논을 지배했다.
19세기에 들어서자 오스만 제국은 레바논의 직접적인 지배를 시도했으나 실패했으며, 마론파 기독교도와 이슬람교의 분파인 드루즈교도들 사이에 분쟁이 일어나서 많은 기독교인들이 살해되었다. 이 분쟁에 프랑스가 개입한 것을 계기로 1861년 마론파 기독교인들은 오스만 제국으로부터 자치권을 획득했다. 또한 제1차 세계 대전에서 오스만 제국이 패함에 따라 1920년 4월 산 레몬 회의에서 베카고원 등의 내륙부도 레바논에 합병되었으며, 1923년에는 시리아 등과 함께 프랑스의 위임통치령이 되었다.
1926년 시리아에서 분리되어 위임통치 아래 자치국이 되었고, 1944년 1월에 완전독립을 달성했다.
독립 뒤 레바논은 복잡한 종파(宗派)의 대립을 배경으로 독특한 종교연합국가를 형성하였다. 정치적으로는 중립주의를, 경제적으로는 철저한 자유화 정책을 추진하여 아랍 여러 나라의 물자와 정보 제공의 중간자적 역할로 독자적인 번영을 유지했다. 그러나 1948년 이스라엘 건국 이래 여러 차례에 걸쳐 일어난 중동전쟁에 말려들지 않을 수 없게 되었다.
특히 1970년의 요르단 내전 이후 요르단으로부터 수많은 팔레스타인 난민이 유입되어 레바논은 팔레스타인 해방기구(PLO)를 중심으로 한 팔레스타인 무장 세력의 근거지가 되었다. 이후 레바논에서의 기독교인과 무슬림의 수가 거의 유사하게 되어 마론파 기독교인들의 우위는 무너졌으며, 그 뒤 정세 불안은 더욱 심해졌다. 그래서 종종 이스라엘의 보복 공격을 받았으며, 마론파 기독교인들도 팔레스타인 무장세력에 반대하는 팔랑헤(Phalange) 민병대를 결성했는데, 이스라엘이 팔랑헤 민병대를 지원하였으며 지금도 이스라엘이 레바논의 친팔레스타인 이슬람 무장단체와 헤즈볼라 무장단체 소탕을 위해 계속 팔랑헤 민병대 정당인 카테브당을 계속 지원하고 있는 중이다.
1975년 2월에는 팔레스타인 무장 세력을 지원하는 무슬림들과 이에 반대해 팔랑헤 민병대를 결성한 마론파 기독교인들의 내전이 일어났으며, 1976년 11월에는 시리아군의 개입을 초래했다. 또한 1982년 6월 이스라엘이 레바논을 침공하여 PLO 소탕을 위해 서(西)베이루트를 완전히 포위하고, 2개월에 걸쳐서 맹폭격을 가했다.
그해 8월 미국의 중재에 의하여 PLO의 서베이루트 주둔 군대의 철수 합의가 성립되어 약 1만 명의 PLO 게릴라는 아랍 세계 8개국으로 퇴거했다. 이후에도 1982년 9월의 기독교 민병의 팔레스타인 난민 학살사건, 1983년 7~9월의 기독교·이슬람교 각 파에 의한 내전 격화와 미국 해군의 함포사격, 1983년 10월의 미국 및 프랑스의 주둔 본부에서의 폭탄테러사건 등 분쟁이 끊이지 않았다.
1984년 1월 이스라엘군의 철수를 요구하는 무슬림 세력과 정부군·기독교 민병대의 내전이 또다시 격화되었으며, 미국 해군은 이슬람교 민병대 거점에 재차 함포 사격을 가했다. 그해 2월 이슬람교 세력이 총궐기하여 서베이루트를 제압했으며, 3월에는 시리아의 주도 아래 정전(停戰)이 실현되었다. 2006년에는 이스라엘의 침공을 받았다.

## 정치
레바논은 대통령제를 택하고 있다. 기독교와 이슬람에게 같은 수의 의원을 보장한다. 기독교와 이슬람교에 각각 64명의 의원이 할당되어 총 128명으로 의회가 구성된다. 선거구에 따라 종파의 영향력이 매우 강하며, 이웃 국가인 시리아의 영향력도 강한 편이다. 레바논의 정당 가운데 하나인 헤즈볼라는 미국 등의 국가로부터 테러 단체로 취급받기도 한다. 현재 레바논 마론파 팔랑헤 민병대 단체 출신이 집중되어 있는 기독교 우파 성향의 카타이브당은 현재 이스라엘의 강력한 지지를 받고 있다.

## 지리 및 기후
레바논은 산맥과 안티레바논 산맥이 나란히 북에서 남으로 뻗어 있고 그 사이에 평지가 있다. 평지는 그 밖에도 협장(狹長)한 해안 평야가 있다. 기후는 지중해성이지만 강우량은 동쪽으로 감에 따라 감소한다.
레바논은 연중 약 300일간 맑은 날씨를 보인다. 겨울에도 해안지역은 따뜻하고, 산간지역에만 눈이 내린다. 여름에는 해안지역은 덥고, 산간지역은 따뜻하다. 이러한 기후 조건 덕분에, 레바논에서는 봄 동안에 같은 날 산에서는 스키를 타고, 해변에서는 해수욕을 하는 광경을 볼 수 있다.
지구온난화의 영향으로 해안지방에서도 눈발이 내리거나 여름에는 드물게 40도 이상으로 올라갈 때도 있다.

## 인구
레바논 인구의 약 95% 가량이 무슬림 또는 기독교인이다. 레바논에서는 종교 등 민감한 문제로 인하여 정부 차원의 인구 조사(센서스)가 1932년 이후로 단 한번도 이루어지지 않았다. 때문에 종교나 민족 집단 등의 인구 비율에 대한 정확한 데이터가 없다.

## 언어
1990년 헌법 11조에 "아랍어는 공용어이다. 법률은 프랑스어를 사용할 경우를 결정할 것이다."라고 규정하고 있다. 하지만 몇몇 부처는 프랑스어도 아랍어와 함께 공용어로 사용하고 있다. 비중을 높여가는 영어는 일상에서는 거의 사용하지 않는다. 아르메니아어랑 아람어도 쓰인다.

## 종교
종교별 인구 비율
| 종교구성(레바논)                 | 종교구성(레바논)                 | 종교구성(레바논) | 종교구성(레바논) | 종교구성(레바논) |
| -------------------------------- | -------------------------------- | ---------------- | ---------------- | ---------------- |
|                                  |                                  |                  |                  |                  |
| 이슬람교(수니파)                 | 이슬람교(수니파)                 |                  | 26%              | 26%              |
| 이슬람교(시아파)                 | 이슬람교(시아파)                 |                  | 25%              | 25%              |
| 기독교(마론파)                   | 기독교(마론파)                   |                  | 24%              | 24%              |
| 기독교(그리스 정교회)            | 기독교(그리스 정교회)            |                  | 8%               | 8%               |
| 기독교(멜키트 그리스 가톨릭교회) | 기독교(멜키트 그리스 가톨릭교회) |                  | 5%               | 5%               |
| 드루즈교                         | 드루즈교                         |                  | 4%               | 4%               |
| 기독교(아르메니아 사도교회)      | 기독교(아르메니아 사도교회)      |                  | 4%               | 4%               |
| 기독교(개신교)                   | 기독교(개신교)                   |                  | 1%               | 1%               |
| 기독교(기타 기독교)              | 기독교(기타 기독교)              |                  | 2%               | 2%               |

레바논은 시리아와 함께 공식적으로 이슬람교를 국교로 채택하지 않은 아랍 국가로서, 여러 종파를 인정한다. 무슬림의 수가 많지만 종래 정치적으로 우세를 보인 기독교 정치 세력의 힘이 상당하기 때문에 비이슬람 국가로 간주되는 경향이 있다. 이런 종파적 다양성은 레바논 사회에 정치적 통일이라는 과제를 던져주고 있다.
레바논의 인구 구성은 아랍인이 95%, 아르메니아인이 4%이며, 종교는 이슬람교 54%(수니파 27%, 시아파 27%), 기독교 40.5%, 드루즈교 5.5%이다. 기독교는 마론파가 21%로 기독교인의 절반을 조금 넘고, 동방정교회가 8%, 멜키트 그리스 가톨릭 5%, 그 밖의 기독교 종파들이 6.5%를 차지한다.
마론파는 콘스탄티노플 공의회(680년)에서 그리스도 단의론적 이단으로 낙인찍혔으나, 후에 십자군 관계로 12세기에 가톨릭 교회와의 관계를 회복하고, 제5차 라테란 공의회(1512-1517) 이래로 오늘날까지 그 관계가 지속되고 있다.
600년대 초 아라비아 반도에서 온 이슬람교 세력이 레바논 지역을 정복하면서 서서히 아랍화·이슬람화가 진행되었다. 지금의 레바논은 프랑스가 시리아를 독립시킬 당시 마론파 기독교인이 다수 거주하던 프랑스령 시리아의 서남부 해안가를 분리해 독립시킨 곳으로서 독립 당시에는 기독교 비율이 절반을 넘었으나, 현재는 오히려 이슬람 인구가 절반을 넘어 기독교 국가도, 이슬람 국가도 아닌 다종교, 자유주의를 추구하고 있다.
현재는 무슬림의 수가 많지만 독립 당시의 인구를 바탕으로 마론파 기독교 정치세력이 힘의 우위를 보여왔기 때문에 양측간의 정치적 합의에 따라 기독교계가 대통령을 차지해 왔는데, 최근에는 증가한 인구를 바탕으로 이슬람교계의 입김이 강하져 기독교인인 대통령은 이슬람계의 지원을 얻지 않고서는 국정을 운영하기 어려우며 심지어는 대통령의 선출 자체가 불가능한 지경에 이르렀다. 레바논에서는 정계에서 기독교인과 이슬람교인이 동등하게 자리를 나누어 힘의 균형을 이루어 종교 간의 공존을 도모하고 있지만, 이러한 정치 시스템은 제대로 작동하지 않는 경우에는 심각한 무능과 부패, 혼란에 빠질 위험성을 내포하고 있다.

## 군대
레바논은 2007년 2월 10일 레바논 국회의 징병제 폐지안에 따른 헌법 개정으로 징병제에서 모병제로 전환했다.
2015년 2월 9일 IS의 확산을 막기 위해 미국 정부는 레바논에 2500만 달러 상당의 무기를 지원해줬다. 레바논은 미국의 무기지원국 중 5위에 속한다.

## 외교
레바논은 유럽 연합과의 협력조약에 관하여 2001년말 협상을 끝내고, 양측은 2002년 1월에 조약을 가조인하였다.
대한관계
레바논은 남북한 동시수교국이었지만 종파에 따라 대한관계의 시각도가 매우 다른 나라이다. 우경성향의 그리스도파, 특히 친이스라엘 성향의 마론파 기독교 민병대 정당인 레바논의 카테브당은 남한에 호의적인 관계를 보이고 있으며, 좌경성향의 이슬람파, 특히 친이란 성향 시아파 무장단체 헤즈볼라와는 북한에 호의적인 관계를 보여서 사실상 등거리 외교노선을 걷고 있다. 1981년 대한민국과 조선민주주의인민공화국과 함께 동시 수교했다. 2017년 대한민국의 임종석 대통령 비서실장은 레바논을 방문하였다.

## 기아문제
레바논의 기아문제는 많이 개선된 상태이다. 아일랜드 NGO인 컨선월드와이드(Concern Worldwide), 독일의 NGO인 세계기아원조(Welthungerhilfe) 그리고 미국의 연구기관인 국제식량정책연구소(IFPRI)가 협력하여 매년 발간하는 세계기아지수(GHI)에 따르면, 2016년 레바논의 기아지수는 100점 만점 중 7.1점으로 가장 심각한 기아점수를 기록한 중앙아프리카공화국의 46.1점과 비교해보면 상당히 양호한 상태이다. 이는 조사 대상이었던 118개의 개발도상국 중 26위에 해당하는 수치이다. 하지만 꾸준히 눈에 띄는 하락세를 보여온 다른 나라들에 비해 1992년의 11.4점에서 2016년까지 겨우 4점 정도의 감소를 보인만큼 그 개선 정도가 매우 느리다고 할 수 있다. 앞으로 기아종식을 위해 좀 더 적극적인 노력이 필요할 것이다.